# Pelourinho do Coito

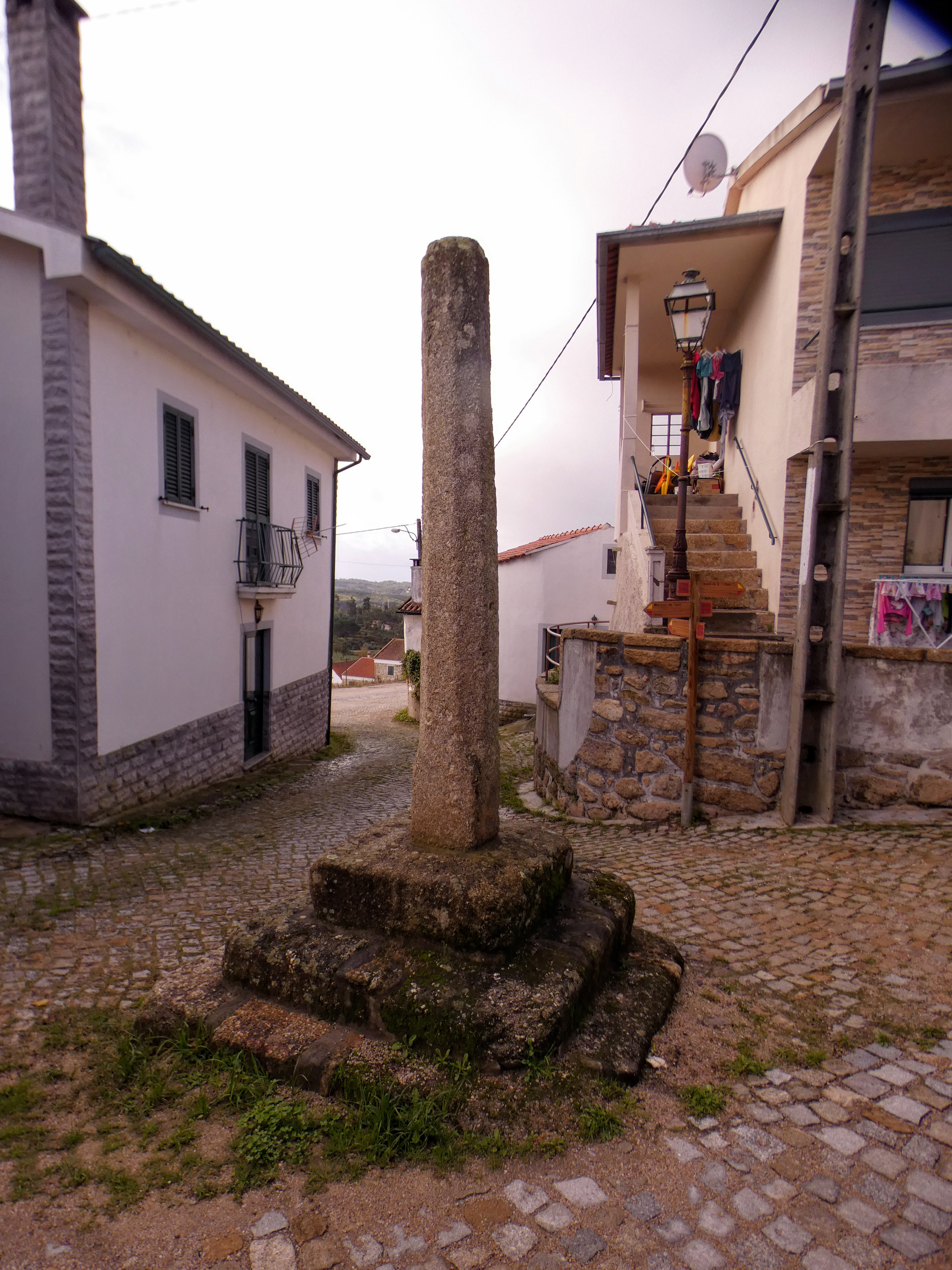

O Pelourinho do Coito, também referido como Pelourinho de Couto ou Pelourinho de Coito de Midões, localiza-se no lugar de Couto, freguesia de Midões, município de Tábua.
É um pelourinho em cantaria de granito, composta por soco de três degraus quadrangulares. Tem uma coluna monolítica lisa, sem decoração. Ostenta sinais de ter possuído ferros de sugeição.